# Dryobotodes obsoleta
Dryobotodes obsoleta là một loài bướm đêm trong họ Noctuidae.